# Benoît Fourneyron
Benoît Fourneyron (31. října 1802 Saint-Étienne – 31. července 1867 Paříž) byl francouzský inženýr a průmyslník, který sestrojil první funkční vodní turbínu. 
Byl synem geodeta a od dětství se zajímal o konstrukci strojů. Již před patnáctým rokem byl přijat na École nationale supérieure des mines de Saint-Étienne, kde byl jeho učitelem Louis-Antoine Beaunier. Poté, co v roce 1819 získal diplom, působil jako důlní inženýr v Alès a Le Creusotu a pak pracoval ve válcovnách v Pont-sur-l'Ognon.
Zabýval se otázkou využití síly vody k pohonu strojů na základě principu, který popsal již Pierre-Simon Girard. Jeho první návrh vodního kola z roku 1827 vycházel z pokusů Claude Burdina. V roce 1832 se mu podařilo získat první patent na turbínu a o rok později získal finanční odměnu od Société d’encouragement pour l’industrie nationale. Fourneyronova turbína měla výkon 60 koňských sil a dosahovala 2 300 otáček za minutu, její účinnost přesahovala osmdesát procent. Prototyp vyrobila Caronova kovárna ve Fraisans. Fourneyron pak úspěšně instaloval turbíny ve Vídni, Mnichově a Miláně, roku 1850 založil vlastní podnik v Le Chambon-Feugerolles. Fourneyronova turbína byla použita v hydroelektrárně na Niagarských vodopádech a z její konstrukce vychází i Francisova turbína.
Benoît Fourneyron byl stoupencem Umírněných republikánů a v období Druhá Francouzská republika poslancem Ústavodárného shromáždění za obvod Loire. Jeho vzorem byl Henri de Saint-Simon a proto se intenzivně věnoval dobročinnosti.
V roce 1839 Fourneyron převzal Řád čestné legie. V roce 1861 se stal čestným členem Americké akademie umění a věd. Je po něm pojmenováno náměstí v Saint-Étienne a Rue Fourneyron v sedmnáctém pařížském obvodu.